# Avi Lipkin

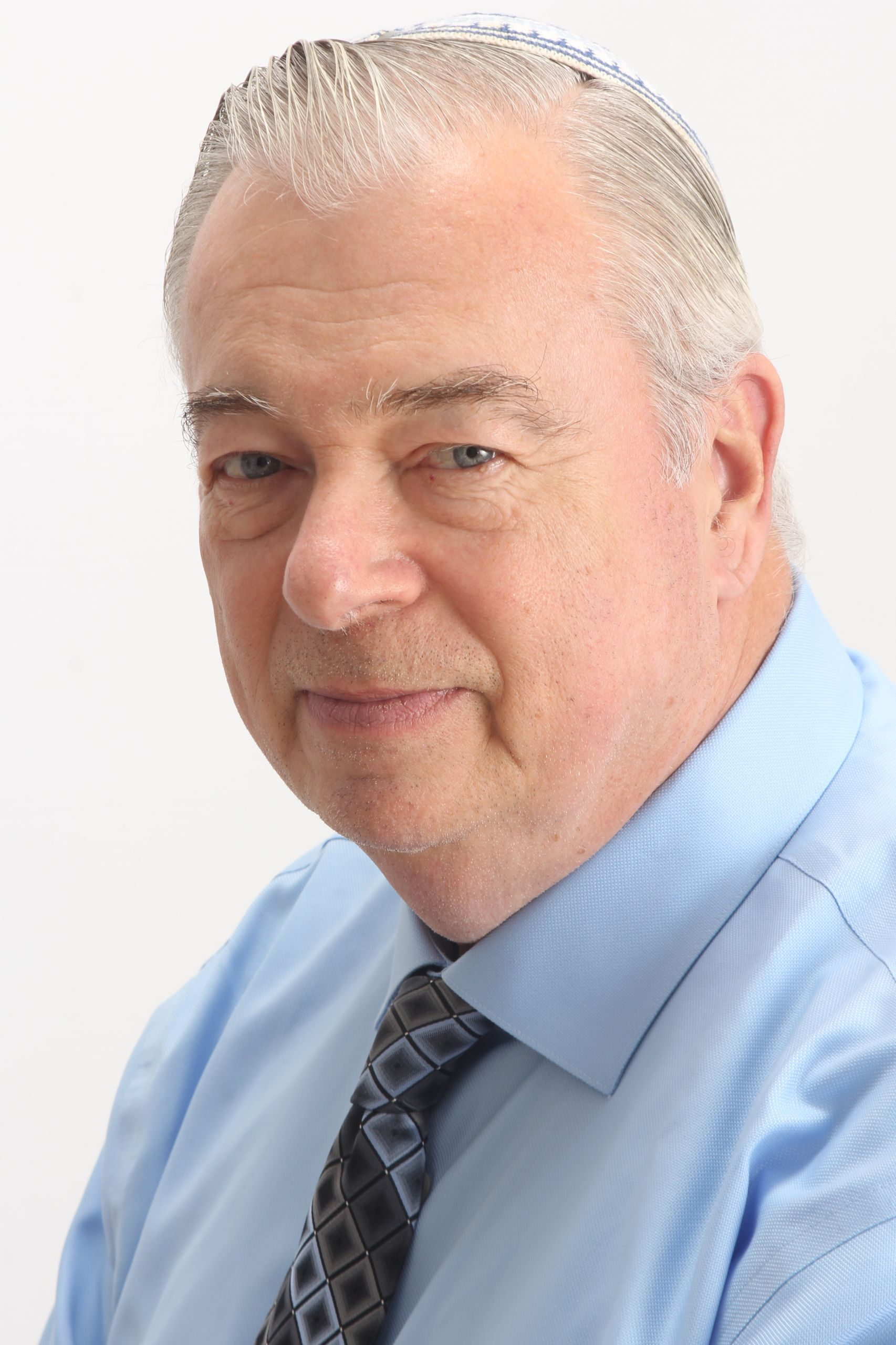
Avi Lipkin (2021)

Dennis „Avi“ Lipkin (* 1949 in Flushing, New York) ist ein ehemaliger israelischer Militär und Politiker und seit Jahren weltweit als Anti-Islam-Aktivist hervorgetreten.

## Leben
Lipkin wuchs im Bundesstaat New York auf, wurde schon früh zum Anhänger revisionistisch-zionistischer Überzeugungen und wanderte 1968 im Alter von 19 Jahren nach Israel aus. Er studierte Sowjetologie, Hispanistik und Lateinamerikakunde in New York und an der Hebräischen Universität in Jerusalem (Abschluss dort 1973). Zwischen 1972 und 1989 war er in unterschiedlicher Intensität für die Israelischen Verteidigungsstreitkräfte als Offizier (letzter Dienstgrad Major) tätig und diente u. a. als Militärsprecher bzw. in der Kommunikationsabteilung. Gleichzeitig war er von Jerusalem aus als Geschäftsmann, u. a. auch als Immobilienmakler, in verschiedenen Bereichen tätig.
1988 war er für einige Monate Teil des erfolgreichen Likud-Wahlkampfteams und übersetzte u. a. Kampagnen-Material ins Englische und Spanische. Von 1989 bis 1990 arbeitete er in der Nachrichtenabteilung der Pressestelle des israelischen Premierministers Jitzchak Schamir. 1990 begann er in den USA seine Vortragstätigkeit in christlichen Kirchen, in Synagogen und trat in Radio- und Fernsehsendungen auf.
Von 1991 bis 1993 absolvierte er ein Ergänzungsstudium an einem Jüdisch-Theologischen Seminar, um sich ab 1994 erneut ganz seiner Vortragstätigkeit zu widmen. Nach eigenen Angaben hielt er bisher über 500 Vorträge in Kirchen und Synagogen in den USA, in Kanada, Mexiko, Großbritannien, Norwegen, Finnland, den Niederlanden, in Belgien, der Schweiz, in Griechenland und auch in Israel. Ebenso erschien er – wieder nach eigenen Angaben – in Hunderten Radio- und TV-Sendungen weltweit und verkündete dort seine gegen den Islam gerichteten Botschaften.
Lipkin schrieb bisher fünf Bücher, die ersten drei aus Sicherheitsgründen unter dem Pseudonym Victor Mordecai, die andere unter seinem wahren Namen. Das vierte Buch (2006) soll gleichzeitig seine Knesset-Kandidatur für die jüdisch-christliche Partei Gusch Hatanachi vorantreiben, die Lipkin gegründet hat. Seit 2018 ist Gusch Hatanachi registriert und darf sich – spätestens Ende 2019 – für die Knesset bewerben.
Unmittelbar vor der Schweizer Minarett-Initiative Ende 2009 war Lipkin mehrere Monate in der gesamten Schweiz unterwegs, um eine möglichst große Anzahl von Menschen zur Annahme der Initiative, d. h. zum Verbot des Baues von Minaretten, zu bewegen. Dabei hatte er in einer Rede den Islam als „Psychose“ bezeichnet, Allah mit Satan verglichen und ein Verbot des Islams gefordert. Für diese Äußerungen wurde er wegen Rassendiskriminierung und Störung der Glaubens- und Kultusfreiheit zu einer bedingten Geldstrafe von 20 Tagessätzen à 50 Franken und einer Buße von 300 Franken verurteilt.
Im Januar 2024 sagte Lipkin:
Der Großteil des Nahen Ostens gehört Israel. Unsere Grenzen werden sich schließlich vom Libanaon, der großen Wüste, die Saudi-Arabien ist, und vom Mittelmeer bis zum Euphrat ausdehnen. ... Und wer ist auf der anderen Seite des Euphrat? Die Kurden, und die Kurden sind unsere Freunde. Dann haben wir also hinter uns das Mittelmeer und vor uns die Kurden ... ich denke, wir werden Mekka, Medina und den Sinai einnehmen und diese Orte säubern.

## Privates
Lipkin ist verheiratet mit Rachel, einer jüdischen Ägypterin, die 1969 nach Israel einwanderte und seit beinahe drei Jahrzehnten für das israelische Radio tätig ist und arabischsprachige Radio- und TV-Sendungen analysiert und aufbereitet. Das Paar hat zwei Söhne.

## Veröffentlichungen
Als Victor Mordecai
- Is Fanatic Islam a Global Threat? Jerusalem 1997 (deutsch 1997, englisch 1998)
- Christian Revival for Israel's Survival. 1999
- Islamic Threat Updates Almanac. 2003

Als Dennis „Avi“ Lipkin
- Israel's Bible Bloc. 2006
- Islam Prophesied In Genesis. 2010